# Arawacus dolylas
Espèce
Arawacus dolylas est une espèce d'insectes lépidoptères de la famille des Lycaenidae, sous-famille des Theclinae et du genre Arawacus.

## Dénomination
Arawacus dolylas a été décrit par Pieter Cramer en 1777, sous le nom initial de Papilio dolylas.
Synonymes : Pseudolycaena spurius C. & R. Felder, 1865; Thecla dolosa Staudinger, 1888; Thecla dolylas pallida Lathy, 1930; Thecla spurius ; Hewitson, 1867.

### Noms vernaculaires
Arawacus dolylas se nomme Dolylas Stripestreak en anglais.

## Description
Arawacus dolylas est un petit papillon qui possède une fine queue tordue à chaque aile postérieure. Le dessus est beige foncé avec une plage blanc nacré limitée à la partie basale aux ailes antérieures, couvrant presque la totalité des ailes postérieures.
Le revers est rayé blanc et beige.

## Écologie et distribution
Arawacus dolylas réside à Panama, en Colombie, en Bolivie, au Venezuela, au Brésil, au Surinam et en Guyane,,.

### Protection
Pas de statut de protection particulier.